# Armance
Pour les articles homonymes, voir Armance (homonymie).
Armance ou quelques scènes d'un salon de Paris en 1827, publié sans nom d'auteur en 1827 chez Urbain Canel, est le premier roman de Stendhal qu’il écrit à l'âge de 27 ans et dans lequel il pastiche le style du XVIIe siècle.

## Intrigue
L'intrigue se situe à l'époque de la Restauration.
Octave de Malivert, jeune homme brillant mais taciturne à peine sorti de Polytechnique, aime Armance de Zohiloff, qui partage ses sentiments. Mais Octave cache un lourd secret :

« Oui chère amie, lui dit-il en la regardant enfin, je t'adore, tu ne doutes pas de mon amour ; mais quel est l'homme qui t'adore ? c'est un monstre. »

Une série d'indices permettent de penser qu'Octave est impuissant, à la suite d'un accident assez grave. Octave est en proie à un profond désarroi intérieur, il illustre à lui seul le mal du siècle des romantiques.
Octave épouse néanmoins Armance. Leur mariage semble heureux. Mais, une semaine après ses noces, Octave décide de partir en Grèce. Il s'empoisonne volontairement avec  un mélange d'opium et de digitale durant le voyage en arrivant au large de la Grèce. « Le sourire était sur ses lèvres, et sa rare beauté frappa jusqu'aux matelots chargés de l'ensevelir. »
Par des notes inscrites en marge des pages de son exemplaire personnel d'Armance, Stendhal résumait l'argument de son œuvre ainsi :

« Le protagoniste est troublé et enragé parce qu'il se sent impuissant, ce dont il s'est assuré en allant chez Mme Auguste avec ses amis, puis seul, etc. Son malheur lui ôte la raison précisément dans les moments où il est à même de voir de plus près les grâces féminines. Deux millions lui arrivent.

- 1) Il se voit méprisé de la seule personne à laquelle il parle de tout avec sincérité.

- 2) Il cherche à regagner cette estime ; cette circonstance est absolument nécessaire pour qu'il puisse prendre de l'amour et en inspirer sans s'en douter. Condition sine qua non puisqu'il est honnête homme et que je n'en fais pas un sot.

- 3) Une circonstance lui apprend qu'il aime. Et, de plus, j'ai fait cette circonstance gentille : c'est l'action de l'aimable et folle comtesse d'Aumale.

- 4) Il veut parler.

- 5) Un duel et des blessures l'en empêchent.

- 6) Se croyant prêt à mourir, il avoue son amour.

- 7) Le hasard le sert ; sa maîtresse lui fait donner sa parole de ne jamais la demander en mariage.

- 8) Elle se compromet pour lui de façon à être déshonorée s'il ne l'épouse pas.

- 9) Il se détermine à lui avouer qu'il a un défaut physique comme Louis XVIII, M. de Maurepas, M. de Tournelles.

- 10) Il est détourné de ce devoir par une lettre.

- 11) Il l'épouse et se tue. »

## Analyse
Armance s'inspire en partie du thème d'Olivier ou le Secret de la duchesse Claire de Duras, dont le caractère scabreux avait interdit la publication. Mais Stendhal a su très discrètement infuser le secret sans jamais en parler ouvertement. Le récit est construit autour d’une paralipse, laquelle est, selon François Vanoosthuyse « compensée par une stratégie insistante de signification du handicap sexuel (et partant social) dont souffre le héros ».
André Gide considérait ce roman comme le plus beau des romans de Stendhal, auquel il savait gré d'avoir créé un amant impuissant, même s'il lui reprochait d'avoir esquivé la destinée de cet amour : « Je me persuade mal qu'Armance, telle que nous l'a peinte Stendhal, [s'en] fût accommodée ».
Selon Yoshitaka Uchida, Stendhal s'est inspiré de sa cousine Adèle Rebuffel pour créer le personnage de l'héroïne Armance.

## Homosexualité sous-jacente
Selon Dominique Fernandez, qui ne fait pas mystère de son homosexualité, Armance ne raconte qu’en apparence les aventures d’un impuissant ; en réalité, Stendhal décrit, à mots couverts, un homosexuel, à une époque où la censure de la presse interdisait d’aborder clairement ce sujet. « André Gide lui-même n’osa pas formuler cette hypothèse dans la préface qu’il donna au roman de Stendhal », précise Fernandez. « C’est Paul Morand qui l’a avancée le premier dans L’Eau sous les ponts (1954), mais comme en passant, et sans fournir beaucoup d’arguments (chapitre Armance ne rime peut-être pas avec… impuissance) ».

## Dans la culture populaire
Le livre apparaît dans le film Call me by your name de Luca Guadagnino, sorti en salles en 2017, entre les mains d’un Oliver pensif. Il s’agit, à n’en pas douter, d’un choix discret du réalisateur : faire figurer dans son film cette œuvre au contenu homosexuel implicite. La présence du livre intervient alors comme un révélateur discret de l’homosexualité des personnages, révélateur livresque qui s’inscrit par-delà pleinement dans l’atmosphère intellectuelle qui règne dans la villa de l’intrigue.